# Aptenodytes patagonicus
Il pinguino reale (Aptenodytes patagonicus Miller, 1778) è un uccello inetto al volo appartenente alla famiglia degli Sfeniscidi.

## Descrizione

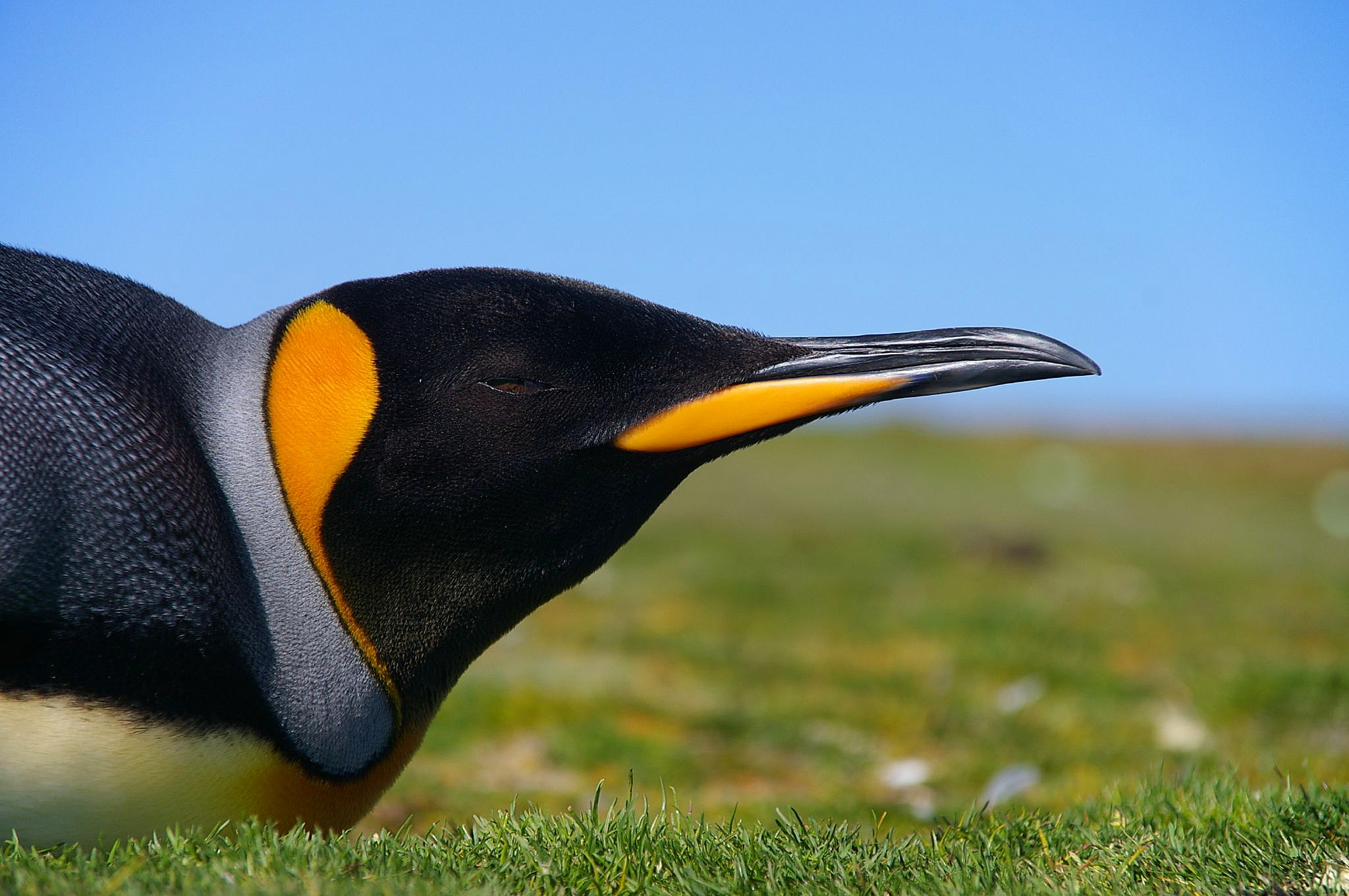

Il pinguino reale è alto in media intorno ai 95 cm e pesa dai 9 ai 15 kg. Le piume della testa sono nere, sulle ali ed il dorso grigio scuro. Le parti inferiori del corpo sono bianche e la parte alta del petto passa gradualmente dal giallo all'arancio.
Il becco è nero ed arancio, abbastanza lungo. Nella zona auricolare le piume formano una macchia allungata giallo-arancio. Le zampe sono di colore scuro. Gli individui giovani si distinguono per il colore più pallido delle macchie auricolari e più scuro per le zampe. Le sottospecie pinguino reale e pinguino reale delle Kerguelen si differenziano per la lunghezza delle ali e del becco.

## Biologia

### Alimentazione
La dieta è costituita quasi esclusivamente di pesce di piccola taglia, in particolare Myctophidae (Electrona carlesbergi, Krefftichthys anderssoni) e di cefalopodi (Moroteuthis) di dimensione varia a seconda della zona di pesca. Il pinguino reale è un buon nuotatore, cattura le prede nuotando fino a 12 km/h ed immergendosi a 50 m di profondità (ma sono stati avvistati esemplari oltre i 200 m). È stato calcolato che la percentuale di successo nella caccia ai cefalopodi si aggira intorno al 10%. La caccia avviene probabilmente anche di notte, però a profondità minori.
Secondo gli scienziati del CNRS di Strasburgo, lo stomaco di questo pinguino ha proprietà antibatteriche, per cui riesce ad immagazzinare il cibo per tre settimane conservandolo perfettamente. Questa caratteristica è molto utile per sopravvivere durante i periodi di scarsità di cibo come quando le tempeste impediscono di recarsi in mare. Le ricerche condotte hanno rilevato un numero esiguo di batteri alla temperatura di 38 °C con un pH pari a 4, condizioni molto favorevoli alla loro proliferazione.

### Riproduzione

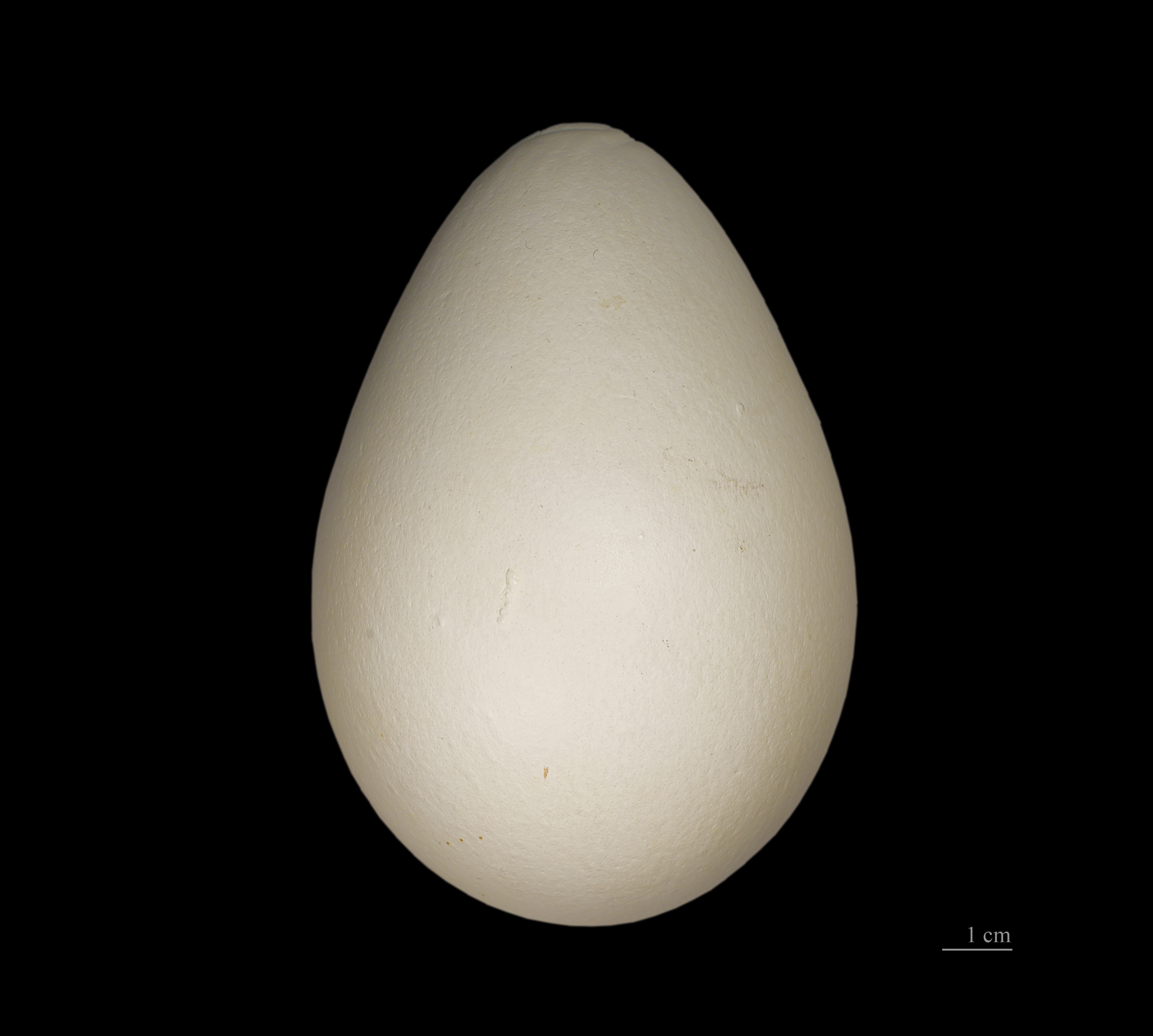
Aptenodytes patagonicus

Fra settembre e novembre i pinguini reali si riuniscono in colonie e fra novembre ed aprile depongono le uova. Ogni coppia ha a disposizione circa 1 m² di spazio e la femmina depone un solo uovo che viene covato da entrambi con turni di 2-3 settimane per un totale di 52-56 giorni, tenendolo fra le zampe, senza un nido.
I pulcini nascono nudi, ma in breve tempo spunta un piumino di colore grigio chiaro o bruno che in seguito verrà sostituito da uno più scuro. All'età di 40 giorni i pulcini della colonia si riuniscono nei cosiddetti "asili nido". Diventano adulti fra i 10 ed i 13 mesi e abbandonano i genitori. Raggiungono la maturità sessuale all'età di 5-7 anni. I pinguini sopravvissuti si aggirano fra il 30% ed il 47% a seconda delle zone di nidificazione.

### Spostamenti
Il pinguino reale è generalmente stanziale, trascorre in mare i 17 giorni che precedono la muta, durante i quali accumula riserve energetiche sotto forma di grasso sotto la pelle. L'area di caccia si estende fino a 400 km quando vi sono i piccoli da sfamare per arrivare a 900 km in altri periodi. Quando lasciano i genitori, i giovani si disperdono rimanendo però nelle stesse aree pelagiche.
Pinguini reali sono stati avvistati anche in Australia, Nuova Zelanda e Sudafrica.

### Predatori
I due principali predatori antartici, l'orca e la foca leopardo, cacciano i pinguini mentre questi ultimi cacciano in acqua. Sulla terraferma i pulcini sono sotto la minaccia degli stercorari e delle ossifraghe.

## Distribuzione e habitat
Questa specie è diffusa in alcune isole dell'emisfero meridionale, in particolare sulle isole Falkland, Georgia del Sud e Sandwich Australi, Oceano Indiano meridionale (Isole Crozet, ecc.).
Sono uccelli marini e pelagici delle aree subantartiche e antartiche, passano molto tempo vicini alle aree di nidificazione. Non si conoscono tentativi di nidificazione al di sotto del 60° di latitudine sud. Nidificano su spiagge piatte senza neve o ghiaccio, talvolta con presenza di erbe, in zone con facile accesso al mare. Si nutrono al largo.

## Sistematica

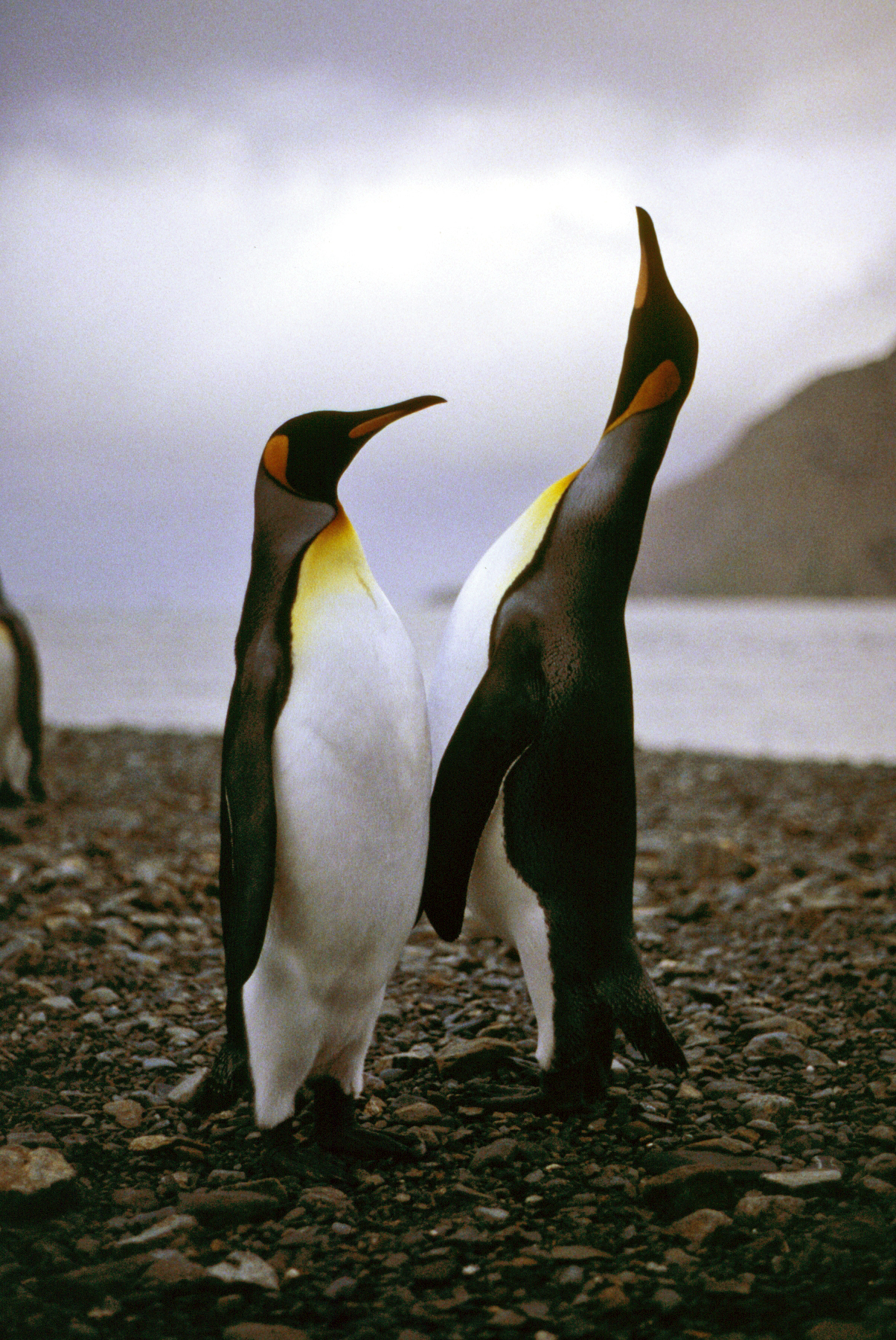

Definito come Aptenodytes patagonica da John Frederick Miller nel 1778.
Suddiviso in 2 sottospecie:
- Aptenodytes patagonicus halli - pinguino reale delle Kerguelen
- Aptenodytes patagonicus patagonicus - pinguino reale

### Sinonimi
- Aptenodyta patagonica, Bonnat, Tabl. Encycl. Méth., 1790.
- Aptenodytes forsteri, Sclater, 1860.
- Aptenodyta patagonica , Bonnat, Tabl. Encycl. Méth., 1790.
- Aptenodytes longirostris, Coues, 1872.
- Aptenodytes patachonica, Forster, 1781.
- Aptenodytes patagonica, Millerr, Cimelia Physica, 1796.
- Aptenodytes pennantii, G. R. Gray, 1844.
- Aptenodytes rex, Bonaparte, 1856.
- Apterodita longirostris, Scop, 1786.
- Pinguinaria patachonica, Shaw, 1792.
- Pinguinaria patagonica, Shaw, 1796.
- Spheniscus pennantii, Schlegel, 1867.

## Status e conservazione

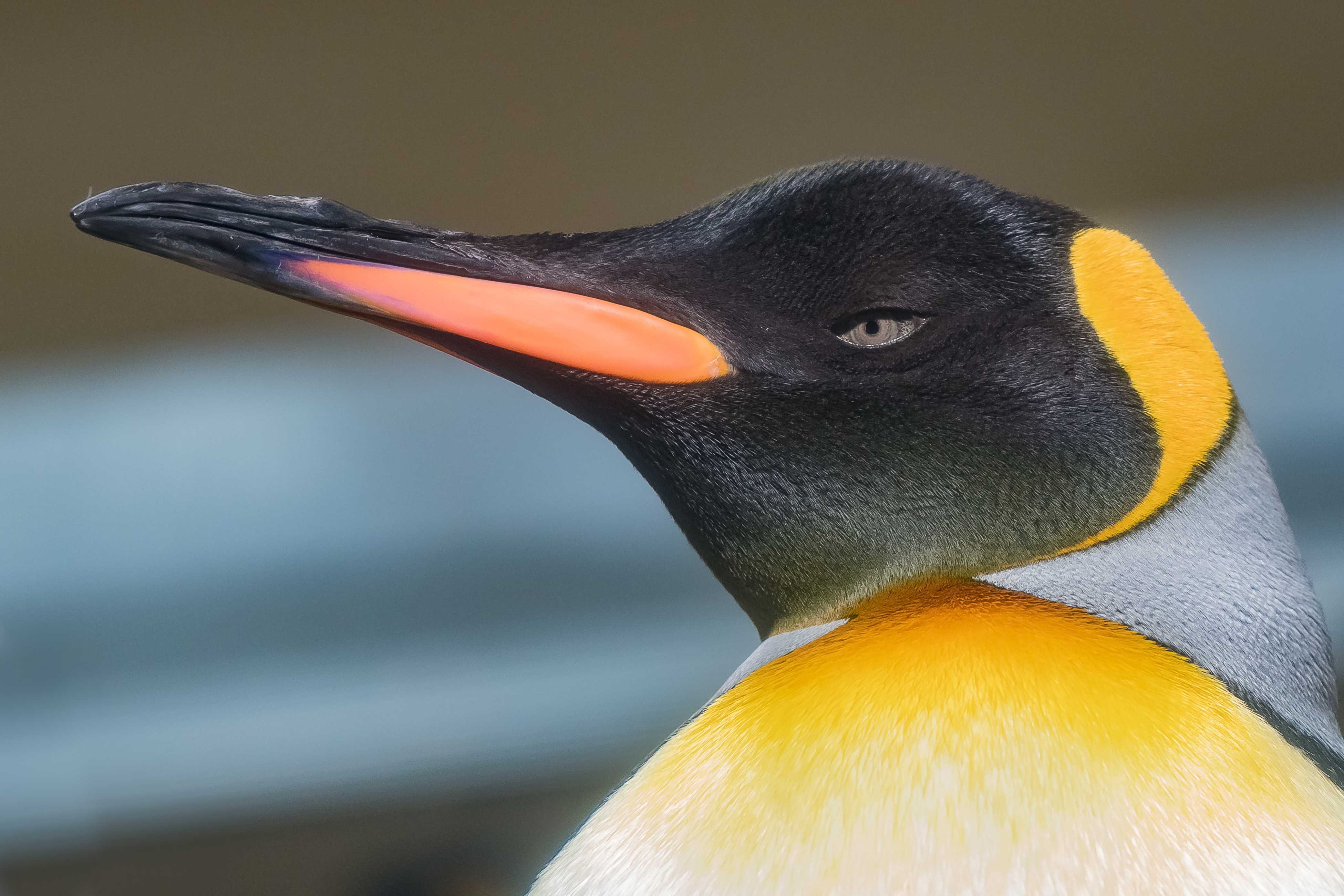
Particolare della testa di un esemplare in cattività.

La specie non è in pericolo di estinzione, la popolazione negli anni settanta ammontava a circa un milione di coppie. Le colonie più numerose sono quelle di Cochons (300.000 coppie), Isole Kerguelen (240-280.000 coppie), isola Principe Edoardo (220.000 coppie). Le colonie più grandi hanno registrato poi un aumento della popolazione, mentre quelle più piccole della Georgia del Sud in parte si sono estinte. La colonia dell'isola Heard è stata distrutta negli anni fra le due guerre per poi essere ricolonizzata da 23 coppie nel 1963; nel 1990 registrava circa 3.000 coppie. Le colonie delle isole Falkland scomparvero nel 1870 per essere poi ricolonizzate nel 1933. Anche le colonie dell'Isola Macquarie furono in parte distrutte e la popolazione ridotta a soli 5.000 individui nel 1911; nel 1980 contavano invece circa 70.000 coppie.
Oltre alla caccia, molte colonie hanno subito danni dalla costruzione di basi antartiche (come accaduto sull'isola Macquarie che ospita una base del programma Australian National Antarctic Research Expeditions) o dalla costruzione di strade ed edifici (ad esempio sulle Isole Crozet).

## Pinguini reali famosi
- Nils Olav - mascotte della Guardia Reale norvegese, ospite dello zoo di Edimburgo